# Walenty Bielawski
Walenty Bielawski herbu Zaremba – c. k. urzędnik samorządowy.

## Życiorys
Starosta powiatu brzozowskiego w latach 1900-1908. Z racji sprawowanego urzędu przewodniczący C. K. Rady Szkolnej Okręgowej. W czasie jego urzędowania w Brzozowie utworzono wiele szkół, miasto zaczęło rozwijać się z kierunku Zmiennicy. Otrzymał tytuły honorowego obywatelstwa Brzozowa (4 sierpnia 1903) i Dynowa.
Starosta c. k. powiatu brzeżańskiego od 1908. Przed 1914 otrzymał tytuł i charakter c. k. radcy namiestnictwa.
Przed 1914 został podkomorzym papieża Piusa X.

## Odznaczenia
- Kawaler Orderu Franciszka Józefa[2]
- Brązowy Medal Jubileuszowy Pamiątkowy dla Sił Zbrojnych i Żandarmerii[2]
- Medal Jubileuszowy Pamiątkowy dla Cywilnych Funkcjonariuszów Państwowych[2]
- Krzyż Jubileuszowy dla Cywilnych Funkcjonariuszów Państwowych[2]